# حصار زالنجي
حصار زالنجي كان حصارًا على مدينة زالنجي ، وسط دارفور ، السودان ، خلال صراع السودان 2023 . 

## حصار
وفي الفترة ما بين 17 و23 أيار 2023، تم نهب مستشفى زالنجي التعليمي وكذلك مستودع منظمة أطباء بلا حدود.  كما تم قطع الاتصالات السلكية واللاسلكية.  وبحلول 29 أيار، زالنجي أصبحت مركزًا جديدًا للقتال تحت حصار الميليشيات المسلحة..  ]دُمِرَت المساكن والبنية التحتية.  وواجهت البلدة نقصًا طبيًا بعد عمليات النهب والهجمات التي شنتها قوات الدعم السريع .  وفي حزيران 2023، أبلغت الأمم المتحدة عن وقوع اشتباكات داخل المدينة. 
في 6 آب 2023، زَعِمَتْ قوات الدعم السريع أنها سيطرت بالكامل على المدينة ومنطقة وسط دارفور الأوسع.  وزَعِمَتْ القوات المسلحة السودانية بعد ذلك أنها رفعت الحصار عن زالنجي واستعادت الجزء الغربي من المدينة من قوات الدعم السريع.  وفي 31 آب، انسحبت حامية القوات المسلحة السودانية من المستوطنة في زالنجي، المكونة من فرقة المشاة 21. وقد سمح ذلك لقوات الدعم السريع باحتلال المدينة وقد قامت بارتكاب المجازر فيها. 

### الأعمال المذكورة
- McGregor، Andrew (ديسمبر 2023). "Assessing the War in Sudan: Is an RSF Victory in Sight?". Terrorism Monitor. Jamestown Foundation. ج. 21 ع. 24. مؤرشف من الأصل في 2024-02-23.